# Castello di Pietrapiana
Il castello di Pietrapiana (in tedesco Ebenstein) era un castello che si trovava all'interno dell'odierno territorio del comune di Trento, di cui restano soltanto poche rovine.

## Descrizione
Il castello sorgeva su una piccola altura tra i centri abitati di Povo e Villazzano, sovrastante la zona della Valnigra, e assieme a Castel Cedra e Castel Povo (entrambi scomparsi) proteggeva la collina est di Trento. 
Di esso oggi non resta null'altro che il grande torrione, composto da due sagome esagonali sovrapposte e non perfettamente allineate; tale curiosa conformazione è dovuta forse alla morfologia del terreno, che non avrebbe permesso la costruzione di un corpo circolare. Al 2019, i ruderi sono abbandonati e sommersi dalla vegetazione.

## Storia
La prima citazione documentale del castello risale al 1247, negli atti di una vertenza sul taglio del legname tra gli abitanti di diversi borghi, fra cui Povo, il cui rappresentante era il vassallo vescovile Enrico di Pietrapiana. Nel 1258, è menzionata una chiesa dedicata a santa Cristina che si trovava nel castello.
La famiglia dei Pietrapiana (che diede i natali, tra l'altro, a Giorgio di Pietrapiana) fu feudataria del castello fino agli ultimi anni del Duecento, quando le subentrò quella dei Belenzani; nel 1407 Rodolfo Belenzani guidò la rivolta antivescovile, di cui il castello divenne uno dei baluardi, fino a che non venne espugnato dalle truppe di Enrico di Rottenburg nel 1409.
Dopo la rivolta venne restaurato e passò di mano varie volte; nel 1420, Federico IV lo diede a un tal Michele Senftel, che assunse il nome di Ebenstein, la cui famiglia lo tenne fino al 1536; poi venne ceduto ai Cles, ai Girardi e infine venne abbandonato: alla metà del Seicento era già andato in rovina.